# やったねたえちゃん!
『やったねたえちゃん!』は、カワディMAXによる日本の青年向け漫画。『月刊コミックフラッパー』（KADOKAWA）にて、2019年12月号から2021年12月号まで連載された。
成年漫画誌『バスターコミック』（ティーアイネット）2007年9月号に掲載された読み切り『コロちゃん』の続編に相当するが、今回の商業誌掲載に際して性行為描写に一部修正が入り、設定も変更されている。
タイトルの由来は、前述の『コロちゃん』に登場する台詞である。その内容の陰惨さから、この台詞を基にしたパロディが、本作の発表以前から鬱フラグを示すインターネット・ミームとして扱われていた。第1巻の表紙にもこのネットミームの由来となったコマの構図を用いており、第1巻発売記念の告知漫画では「うわぁ 表紙にまでその構図を使うんだねぇ 節操ないにもほどがあるね」と自虐ネタにしている。

## あらすじ
実母に棄てられた孤児の少女「たえちゃん」こと小野たえ子は、クマのぬいぐるみ・コロちゃんが唯一の友達だった。母方の伯父に児童養護施設から引き取られたが、性的搾取と虐待を受け続ける中で、もう1つの人格「たえない子」が覚醒、伯父を殺害して姿を消す。そしてそれ以来、たえ子の身に危機が及んだりコロちゃんが傷つけられたりするたびにたえない子の人格が表層化し、敵と見なした者を惨殺するようになっていった。
やがて数年後、別の養護施設「なのはな学園」に引き取られ富良葉中学校に入学したたえ子は、施設育ちであることに加えて、いつもぬいぐるみと喋っている姿を気味悪がられ、クラスメイトからのいじめの対象となっていた。
しかし、日を重ねるごとに陰湿さと過激さを増していくいじめは暴走族による集団暴行にまで発展。その暴走族のリーダーを倒したことで、たえ子の身にさらなる暴力の連鎖が降りかかっていく。

## 登場人物

### たえ子と親族
小野たえ子（おの たえこ）
本作の主人公で、通称「たえちゃん」。実母に棄てられた中学生で、富良葉中学校2年1組に在籍。多重人格障害を発症しており、副人格「たえない子」が精神に内在する。優しく引っ込み思案で、たえ子自身はたえない子の存在やコロちゃんに鋼線が仕込まれていることを知らない。背中に「6」のタトゥーがある。
作中でたえ子の肉体は『船』と称されており、その中に白い下着姿のたえ子の人格と黒い下着姿のたえない子の人格が同居している。たえない子が表に現れている間、たえ子は眠っており、『船』の中でならたえない子と会話できるが、たえ子の人格が目覚めてしまうと、たえない子の人格の時に何が起こったのかを、たえ子はすっかり忘れてしまう。
たえない子（たえないこ）
母や伯父から虐待を受け続けたことにより発生した、たえ子の副人格。主人格のたえ子が危機的状況に陥った際に表層化し、「ゴミ掃除」と称して躊躇無く殺人を実行する冷酷かつ苛烈な性質を持つ。
たえない子が肉体の主導権を握っている間は超人的な身体能力を発揮できるが、活動時間に制限がある。制限時間は『船』の中の巨大な砂時計で表され、時間切れになるとその場で入眠してしまう。
自身を棄てた母親や凌辱した伯父に対するたえ子の悲しみ・憎悪・痛みを象徴する人格であるため、「家族」という概念に対して不信感が強く冷笑的だが、菊香や三柴の窮地にはたえ子の意思を尊重する。
小野ちえ子（おの ちえこ）
たえ子の実母だが、新しい男との生活を優先して、実子であるたえ子を児童相談所前に放置し、以後消息を絶つ。後にたえ子が探偵に捜索依頼をし、隣町に住んでいることか判明。最終回において、雀に銃殺される。
小野権造（おの ごんぞう）
ちえ子の兄にあたる人物で、性的搾取目的で児童養護施設からたえ子を引き取った張本人。たえ子に凌辱を繰り返すが、覚醒後のたえない子によって輪切りにされて死亡。

### なのはな学園
三柴練司（みしば れんじ）
富良葉中学区内にある民間の児童養護施設「なのはな学園」の代表を務める老人。小学生の頃のたえ子の「6」のタトゥーを偶然見てしまったことをたえない子に性的虐待と誤解され、襲われたのをきっかけにたえ子の身柄を預かる。
施設を経営する傍ら非合法稼業に手を染めており、かつては「殺し屋狩り」「人斬り練司」として名を馳せていた。右足首を斬られながらも斬られた足首をアイスペールに突っ込み止血しつつたえない子とほぼ互角の勝負を繰り広げるほどの戦闘力を有すが、この一件により足を悪くしたため、仕込み刀を施した杖と、奥の手である仕込み銃を内蔵した義足を武器にするようになる。
足が悪い中でも自動車は運転でき、角川組に拉致された菊香を助けに来た際も超人的な身体能力を発揮して次々と組員を殺害。その様はノブをして「何が引退だ。鬼強いじゃねーか」と言わしめた。
たえ子（たえない子）が暴走した際に備えてGPSで監視・追跡している。また、たえ子の母親の顛末やたえ子のタトゥーの謎もある程度調べているような節がある。
西嶋菊香（にしじま きっか）
たえ子が入所する以前から学園で生活していた少女で、富良葉中学校2年2組に在籍。通称「キッカ」。勉強は苦手だが身体能力に長け、MMAに習熟している。
たえ子をいじめる生徒に制裁を加えたり、裁縫が苦手ながらコロちゃんを縫い直すなど正義感溢れる性格。三柴の秘密を知った上で一方的に相棒を自称し、覚醒後のたえない子が関わった事件の後処理を手伝っている。
たえ子のことは家族として大切に思いながら、たえない子に対しては小学生の頃に三柴を殺そうとしていたところを目撃してから強い怒りを抱き、何度も挑戦するが勝てず、もっと強くなってたえ子からたえない子を追い出すことを目標としている。
生後すぐに両親に棄てられたため、三柴のことを「ジジィ」と呼びながらも実の親同然に慕っており、三柴の足を悪くした原因であるたえない子とたえ子の間で葛藤がある。

### その他の人物ほか
コロちゃん
ちえ子がたえ子を棄てる際、苦し紛れに押し付けたクマのぬいぐるみ。以来、たえ子のイマジナリーフレンドとして心の支えになる。
伯父から凌辱を受けた際に引き裂かれた上ゴミ箱に放り込まれたが、後に補修され、現在は胴内に鋼線を仕込んでたえない子の武器兼登攀用ロープとして用いられている。
江里奈（えりな）
名字不明。たえ子のクラスメイトだが、ぬいぐるみに話しかける姿を気味悪がり、陰湿ないじめを繰り返す。
たえない子によって制服を裂かれた恨みからたえ子を騙して鬼怒川次郎率いる暴走族「罵威亜愚羅（ばいあぐら）」のメンバーに差し出すも、江里奈自身も犠牲になりかけ、さらに覚醒したたえない子の暴れっぷりを目の当たりにしたトラウマと駆けつけた三柴の口止めを機に、たえ子へのいじめをやめて媚びへつらうようになる。
鬼怒川次郎（きぬがわ じろう）
罵威亜愚羅三代目総長。レイプが趣味のモヒカン男で、兄の一郎より背が高く力も強いが「総長」の「総」の字さえ漢字で書けないほど頭が悪い。山奥の廃屋にアジトを構える。
覚醒したたえない子によって縦に真っ二つに切断され死亡。罵威亜愚羅のメンバーのほとんどもたえない子に惨殺されてしまい、生き残った数人の内の3人は猟銃でたえ子を背負った菊香を狙撃しようとしたところを鷺沼警部に銃刀法違反で現行犯逮捕された。
鬼怒川一郎（きぬがわ いちろう）
角川組系列暴力団「MF会」の若頭かつ次郎の兄。背中に「1」のタトゥーを持つ。凌遅刑を伴う拷問を趣味とし、気の弱かった次郎を鬼畜に育て上げた人物でもある。陳さん曰く、凶暴性と戦闘力だけで現在の地位にのし上がった男。ノブとは同性愛の関係にあるが、一郎はバイセクシャルである。
たえない子に恐れをなして逃げ出した副総長の眼をスプーンで抉った挙句、顔を殴って頭を吹き飛ばしたり、単独で武器を持った陳さんの部下のグループを全滅させたりと桁違いの戦闘力を持つが、根は弟と同等かそれ以上に単純で、手下の組員からは裏で「IQは昆虫レベル」「バカ」呼ばわりされている。
次郎のことは脳内で美化するほど大切に思っており、その次郎を惨殺したたえない子を狙う。たえない子との対戦では左腕を切断、右腕も骨折させて有利に立ち回るも、三柴の援護もあり、最終的に輪切りにされた。
息を引き取る際に、次郎と共に義父から性的なものを含む虐待を受けていたこと、謎の黒ずくめの覆面男性が現れ能力を与える提案をしてきたこと、それを受け入れて得た力を使い義父を殺害して次郎と一緒に家を飛び出したことを思い出す。
城崎伸（しろさき のぶ）
愛称「ノブ」。MF会では一郎の補佐役的な役割を担い、一郎をコントロールできる恐らく唯一の人物。普段の服装はオールバックの髪型に眼鏡にスーツ。ネイティブの中国人と普通に会話できるほどの語学力があり、頭の回転も速い。
中学時代、ガリ勉であることを理由にいじめられていたが、一郎に結果的に助けられ、慕うようになる。その後罵威亜愚羅に正式に参加し、知的戦略部門に従事。一郎を含む多くのメンバーの尊敬を集め、居場所を確保した。
東大（本作では「東喬大学」）卒業後、MF会に入るにあたって仁義を切った際に一郎を「兄貴」と呼ぶも一郎から「俺の弟は次郎だけだ」という旨の発言をされ、殺害された次郎の仇を討つことにより一郎に次郎のことを忘れさせ、本当の弟分になりたいと思うようになる。
一郎が殺された後、なのはな学園へ行き報復しようとするも、陳一派に拉致されて生きたままバラバラに切断され死亡。一郎の切断された鼻から上の頭部を持っていたが、奇しくも同様に切断された。
陳（ちん）
中華料理店「陳々楼」の店主にしてチャイニーズマフィアのボス。三柴に依頼されて、たえない子に殺された死体の処理を請け負っている。
決して三柴の味方というわけではなく、功利的な面があり、「お金をたくさん提供してくれた方の味方になる」と公言してはばからない。自分が一郎に脅迫された際には三柴の情報を売って取引を図ろうとした。
一郎により部下を殺害された報復としてノブを拉致し、生きたままバラバラに切断する。
鷺沼（さぎぬま）
所轄の捜査1課警部。小野権造バラバラ殺人事件と富良葉中学校2年1組担任殺人事件を担当する。たえ子が双方の事件に関与していることに刑事の直感で疑念を抱く。
鷹彦（たかひこ）
名字不明。鷺沼警部の部下の男性で、元柔道90kg級の強化選手。鷺沼の命令で雀と共にたえ子を尾行するが、たえない子にフランケンシュタイナーをかけられて敢えなく気絶させられてしまった。
雀（すずめ）
名字不明。鷺沼警部の部下の女性で、鷹彦の後輩にあたる。「悪・即・BANG（バン）！」が口癖で、何かと拳銃で人間を撃ちたがる危険な性格。左の脇腹に「2」のタトゥーを持つ。
たえない子が仕掛けた鋼線の結界から一瞬で脱出するなど、五分五分の戦闘力を持つ。
病ン坊、魔ー坊（ヤンぼう、マーぼう）
かつて殺し屋狩りを生業としていた三柴を襲った刺客。病ン坊は細身・長髪で額に「病」のタトゥーがあり、魔ー坊は肥満体で頭頂部以外剃り上げ額に「魔」のタトゥーがある。
本来三柴が負けるような相手ではなかったが、三柴は右足を怪我していたために後れを取る。覚醒したたえない子によって魔ー坊は横にスライスされ、病ン坊も菊香を人質にしようとナイフを当てた瞬間に手首を斬られた末縦にスライスされた。
セリフの節々に「天気予報」「トラクター」という言葉が出てくるが、実在の企業との関係は不明。
桜子（さくらこ）
医療施設「能登診療所」を経営する女医で、たえ子と菊香の主治医。三柴も切断された右足首の治療を受けた。
たえ子の驚異的な治癒力に驚きながら、三柴が無茶をして右足が治らなかったことに不満を漏らしていた。

## 書誌情報
- カワディMAX 『やったねたえちゃん!』 KADOKAWA〈MFコミックス フラッパーシリーズ〉、全4巻
  1. 2020年5月23日発売 ISBN 978-4-04-064616-9
  2. 2020年10月23日発売 ISBN 978-4-04-064982-5
  3. 2021年5月21日発売 ISBN 978-4-04-680355-9
  4. 2021年12月23日発売 ISBN 978-4-04-681042-7